# 139. pehotni polk (Italija)
139. pehotni polk Bari (izvirno italijansko 139º Reggimento fanteria) je bil pehotni polk Kraljeve italijanske kopenske vojske.

## Zgodovina
Med prvo svetovno vojno je bil polk nastanjen na soški fronti in med drugo svetovno vojno v Grčiji in Sardiniji.